# Uniwersytet Ignatianum w Krakowie
Uniwersytet Ignatianum w Krakowie (dawniej Akademia Ignatianum w Krakowie) – uczelnia kościelna prowadzona przez Towarzystwo Jezusowe posiadająca państwowe uprawnienia do prowadzenia studiów wyższych. Tworzą ją dwa Wydziały: Filozoficzny i Pedagogiczny. Wydziały Filozoficzny i Pedagogiczny posiadają prawo nadawania stopnia naukowego doktora. Na Wydziale Filozoficznym prowadzone jest pięć kierunków studiów: filozofia, psychologia, dziennikarstwo i komunikacja społeczna, kulturoznawstwo oraz turystyka i rekreacja, a na Wydziale Pedagogicznym: pedagogika, arteterapia, nauki o polityce, praca socjalna, administracja i polityka publiczna, zarządzanie i nowe technologie w sferze publicznej oraz filologia angielska. W ofercie kształcenia na wszystkich Wydziałach znajduje się także szereg studiów podyplomowych. Stan prawny „Ignatianum” określa Umowa między Rządem RP a Konferencją Episkopatu Polski z 1 lipca 1999 r.
Skrótowa nazwa uczelni – „Ignatianum” – wprowadzona na początku lat 90. XX wieku, nawiązuje do obchodzonych przez jezuitów jubileuszy: pięćsetnej rocznicy urodzin świętego Ignacego Loyoli (1491–1991), założyciela zakonu oraz czterystu pięćdziesięciu lat istnienia Towarzystwa Jezusowego (1540–1990). 1 października 2011 Wyższa Szkoła Filozoficzno-Pedagogiczna „Ignatianum” zmieniła nazwę na Akademia Ignatianum. 
Zgodnie z Dekretem Przełożonego Generalnego Towarzystwa Jezusowego, Wielkiego Kanclerza Akademii Ignatianum w Krakowie Arturo Sosy SJ, w sprawie zmiany nazwy Uczelni, od 1 października 2023 r. Akademia Ignatianum w Krakowie zmieniła nazwę na Uniwersytet Ignatianum w Krakowie. Zmiana ta była możliwa dzięki uzyskaniu przez Akademię uprawnień do nadawania stopnia naukowego doktora i doktora habilitowanego w sześciu dyscyplinach naukowych i w trzech dziedzinach nauk.

## Historia
Początki krakowskiego ośrodka dydaktyczno-naukowego księży jezuitów związane są z powstaniem Seminarium Cracoviense Societatis Iesu w 1867 r. Prawa kościelne oraz prawo udzielania akademickiego stopnia licencjata filozofii Wydział Filozoficzny otrzymał na podstawie pisma Kongregacji do Spraw Seminariów i Uniwersytetów, skierowanego do Generała Zakonu Towarzystwa Jezusowego w dniu 8 września 1932 roku. Gdy ta sama Kongregacja uznała i zatwierdziła Statuty Wydziałów Teologii i Filozofii, erygowanych w kolegiach Towarzystwa Jezusowego, jako zgodne z Konstytucją Apostolską Deus scientiarum Dominus z dołączonymi do niej Ordinationes, Krakowski Wydział Filozoficzny Towarzystwa Jezusowego dekretem tejże Kongregacji z dnia 2 lutego 1934 r. uzyskał ostatecznie osobowość prawną.
Kongregacja ds. Wychowania Katolickiego pismem z 25 lutego 1973 r. (Nr 924/71/12) uznała i zatwierdziła na okres próbny nowy Statut Wydziału Filozoficznego. Został on „zredagowany zgodnie z dokumentem Normae quaedam, wraz z prawem nadawania wszystkich stopni akademickich w zakresie filozofii (art. 29)”. Po opublikowaniu w 1979 r. Konstytucji Apostolskiej Sapientia Christiana opracowano nowy statut, zatwierdzony przez Kongregację do Spraw Wychowania Katolickiego najpierw na okres próbny (w 1984 r.), a definitywnie w 1990 r.
Wydział Filozoficzny Towarzystwa Jezusowego został w 17 maja 1989 r. oficjalnie uznany przez polskie władze państwowe za osobę prawną i odtąd podlegał przepisom Umowy zawartej 30 czerwca 1989 r. pomiędzy Rządem Polskim a Konferencją Episkopatu Polski w sprawie uregulowania statusu wyższych uczelni papieskich oraz trybu i zakresu uznawania przez państwo stopni i tytułów naukowych nadawanych przez te uczelnie. Zainspirowani Konstytucją Apostolską Sapientia Christiana o uniwersytetach i wydziałach kościelnych (art. 3, § 1 i 2; art. 84, pkt c, d) oraz pragnąc wyjść naprzeciw zapotrzebowaniu społeczeństwa polskiego, jezuici zainaugurowali w Wydziale Filozoficznym Towarzystwa Jezusowego w Krakowie, w październiku 1989 roku, Instytut Kultury Religijnej – dwuletnie studium filozoficzno-teologiczne, którego głównym celem było pogłębienie formacji religijnej przede wszystkim laikatu. W roku akademickim 1990/1991 zainaugurowano w Wydziale Filozoficznym pedagogiczne studia stacjonarne. W roku akademickim 1993/1994 otwarto także studia niestacjonarne. Zważywszy, że rok 1990–1991 był rokiem wielkiego jubileuszu ignacjańskiego: 500 lat od urodzin św. Ignacego Loyoli (1491–1991) i 450 lat istnienia Zakonu (1540–1990) – zaczęto uczelnię nazywać Ignatianum.
W ciągu prawie 10 lat Wydział poszerzył swoją działalność do tego stopnia, że dotychczasowy Statut, a także nazwa uczelni przestały odpowiadać stanowi faktycznemu. Dlatego konieczne było dokonanie zmian. Jako pierwszy krok w tym kierunku, w związku z przygotowywaną Umową między Rządem Rzeczypospolitej Polskiej a Konferencją Episkopatu Polski w sprawie statusu prawnego szkół wyższych, zakładanych i prowadzonych przez Kościół katolicki, Kongregacja ds. Wychowania Katolickiego pismem z 7 czerwca 1999 r. (Prot. N. 400/99) zaaprobowała zmianę nazwy Wydziału Filozoficznego Towarzystwa Jezusowego w Krakowie na: Wyższa Szkoła Filozoficzno-Pedagogiczna „Ignatianum” w Krakowie. Wspomniana Umowa podpisana 1 lipca 1999 r. przyjęła zmianę nazwy Uczelni i uznała osobowość prawną Ignatianum.
18 stycznia 2000 r. Minister Edukacji Narodowej stwierdził, że Ignatianum spełnia warunki do prowadzenia studiów magisterskich także na kierunku pedagogika. 8 grudnia 2000 r. Kongregacja do Spraw Wychowania Katolickiego erygowała w Ignatianum Wydział Pedagogiczny oraz zatwierdziła nowy statut całej Uczelni. Dekret Kongregacji ds. Wychowania Katolickiego z 3 maja 2010 uprawomocnił i zatwierdził nowy Statut Uczelni. 
Decyzją z 22 lutego 2010 r., Centralna Komisja do Spraw Stopni i Tytułów Naukowych, nadała uprawnienia Wydziałowi Pedagogicznemu „Ignatianum” w Krakowie do nadawania stopnia naukowego doktora nauk humanistycznych w dyscyplinie – pedagogika.
Wyższa Szkoła Filozoficzno-Pedagogiczna „Ignatianum” w Krakowie, wypełniając normy Ustawy z dnia 27 lipca 2005 r. Prawo o szkolnictwie wyższym (Dz. U. Nr. 164, poz. 1365, z późn. zm., art 3 ust. 5) spełniła warunek do posługiwania się nazwą – akademia. W związku z powyższym od 1 października 2011 r. Wyższa Szkoła Filozoficzno-Pedagogiczna „Ignatianum” w Krakowie posługuje się nazwą  – Akademia Ignatianum w Krakowie. Od 1 października 2023 r. Akademia Ignatianum w Krakowie zmieniła nazwę na Uniwersytet Ignatianum w Krakowie. 
Decyzją z 30 stycznia 2012 r. Centralna Komisja do Spraw Stopni i Tytułów przyznała uprawnienia Wydziałowi Filozoficznemu Akademii Ignatianum w Krakowie do nadawania stopnia naukowego doktora nauk humanistycznych w dyscyplinie kulturoznawstwo.
Wydział Pedagogiczny Uniwersytetu Ignatianum w Krakowie posiada uprawnienia do nadawania stopnia naukowego doktora nauk społecznych w dyscyplinie pedagogika oraz w dyscyplinie nauki o polityce.
24 lutego 2015 r. uchwałą 9/2014/2015 Senatu Akademickiego został utworzony Wydział Zamiejscowy Nauk Humanistycznych i Społecznych w Mysłowicach. W 2018 r. rozpoczęto jego likwidację. Od 1 października 2018 r. – po wejściu w życie ustawy Prawo o szkolnictwie wyższym i nauce – funkcjonował jako Filia w Mysłowicach. Filia została zamknięta 30 września 2019 r.
W „Ignatianum” prowadzone są kierunki studiów: 
- filozofia
- kulturoznawstwo
- dziennikarstwo i komunikacja społeczna
- turystyka i rekreacja
- psychologia (studia jednolite magisterskie)
- pedagogika
- arteterapia
- filologia angielska
- nauki o polityce
- administracja i polityka publiczna
- pedagogika przedszkolna i wczesnoszkolna (studia jednolite magisterskie)
- zarządzanie i nowe technologie w sferze publicznej
- zarządzanie strategiczne w przedsiębiorstwach i instytucjach publicznych
- logopedia
- praca socjalna (kierunek studiów wycofany z oferty uczelni od roku akademickiego 2021/2022)

Poza studiami pierwszego, drugiego stopnia oraz jednolitymi magisterskimi, w trybie stacjonarnym jak też niestacjonarnym, uczelnia stwarza studentom możliwość kontynuowania nauki na studiach podyplomowych oraz w Szkole Doktorskiej.

## Władze uczelni (kadencja od 01.09.2022)[15]
- Wielki Kanclerz[16] – Ojciec Generał Arturo Sosa Abascal SJ
- Wicekanclerz[17] – Ojciec Prowincjał dr Jarosław Paszyński SJ
- Rektor – dr hab. Tomasz Homa SJ, prof. UIK
- Prorektor ds. Organizacji i Rozwoju Uczelni – dr hab. Andrzej Paweł Bieś SJ, prof. UIK
- Prorektor ds. Studenckich i Kształcenia – dr hab. Monika Stankiewicz-Kopeć, prof. UIK
- Prorektor ds. Nauki – dr hab. Beata Topij-Stempińska, prof. UIK
- Dziekan Wydziału Filozoficznego – dr hab. Andrzej Gielarowski, prof. UIK
- Dziekan Wydziału Pedagogicznego – dr hab. Anna Królikowska, prof. UIK
- p.o. Kanclerza – dr hab. Andrzej Paweł Bieś SJ, prof. UIK

## Poprzednie władze uczelni (kadencja do 31.08.2022)[18]
- Wielki Kanclerz[16] – Ojciec Generał Arturo Sosa Abascal SJ
- Wicekanclerz[17] – Ojciec Prowincjał Jarosław Paszyński SJ
- Rektor – dr hab. Tomasz Homa SJ, prof. UIK
- Prorektor ds. Organizacji i Rozwoju Uczelni – dr hab. Andrzej Paweł Bieś SJ, prof. UIK
- Prorektor ds. Studenckich i Kształcenia – dr hab. Monika Stankiewicz-Kopeć, prof. UIK
- Prorektor ds. Nauki – dr hab. Beata Topij-Stempińska, prof. UIK
- Dziekan Wydziału Filozoficznego – dr hab. Andrzej Gielarowski, prof. UIK
- Dziekan Wydziału Pedagogicznego – dr hab. Anna Królikowska, prof. UIK
- p.o. Kanclerza – dr hab. Andrzej Paweł Bieś SJ, prof. UIK

## Organizacja uczelni
Instytucje Wydziałowe:
- Instytut Filozofii
- Instytut Kulturoznawstwa i Dziennikarstwa (zastąpił występujące odrębnie Instytuty Kulturoznawstwa i Dziennikarstwa do roku akademickiego 2022/2023)
- Instytut Psychologii
- Instytut Nauk o Wychowaniu
- Instytut Nauk o Polityce i Administracji
- Instytut Neofilologii

Jednostki uczelniane działające na uczelni:
- koła naukowe: Koło Naukowe Studentów Pedagogiki Przedszkolnej i Wczesnoszkolnej „Sagittarius”, Koło Naukowe Sztuk Wizualnych, Scenicznych i Multimediów, Koło Naukowe Logopedów AIK, Sekcja Psychoonkologii i Psychosomatyki SKN, English Philology Society Ignatianum, Koło Nauk Politycznych, Koło Naukowe Administrare, Dziennikarskie Koło Naukowe, Koło Filmowe POWIĘKSZENIE, Koło Naukowe Psychokryminologii „Kryptonim”, Koło Naukowe HEADLINE, Koło Naukowe VIRIDIS[19]

Uczelnia posiada:
- Bibliotekę
- Wydawnictwo Naukowe Akademii Ignatianum w Krakowie
- Międzywydziałowe Studium Języków Obcych
- Fundację Ignatianum
- Fundację św. Ignacego Loyoli
- Ignacjańskie Centrum Wolontariatu
- Biuro Współpracy Międzynarodowej
- Centrum Obsługi Studenta (w ramach tej jednostki funkcjonuje Biuro Rekrutacji)
- Biuro ds. Osób Niepełnosprawnych
- Biuro Promocji
- Akademickie Biuro Karier
- Poradnię Psychologiczno-Pedagogiczną
- Centrum Ochrony Dziecka
- Centrum Kultury i Dialogu
- Chór Akademicki

## Wydział Filozoficzny
Uniwersytet Ignatianum w Krakowie oferuje program filozofii na poziomie licencjackim, magisterskim i doktoranckim. Jako uczelnia jezuicka korzysta z dorobku pedagogiki Ignacjańskiej, z jezuickiego zaangażowania na rzecz promowania sprawiedliwości społecznej, dialogu ekumenicznego, międzyreligijnego i międzykulturowego, ale też rozbudowuje program w kierunku pogłębienia refleksji w dziedzinie zarządzania, coachingu, komunikacji społecznej i mass mediów oraz różnych specjalistycznych zagadnień z etyki szczegółowej. 

### Struktura Wydziału[24]
- Instytut Filozofii
- Instytut Kulturoznawstwa i Dziennikarstwa (zastąpił występujące odrębnie Instytuty Kulturoznawstwa i Dziennikarstwa do roku akademickiego 2022/2023)
- Instytut Psychologii

### Kierunki studiów
- Kierunek: filozofia (studia stacjonarne I stopnia). Specjalności:
  - etyka i coaching
  - filozofia, chrześcijaństwo i kultura współczesna[25]

- Kierunek: filozofia (studia stacjonarne II stopnia). Specjalności:
  - etyka i coaching
  - filozofia klasyczna i współczesna[26]

- Kierunek: filozofia (studia doktoranckie)

- Kierunek: psychologia (studia jednolite magisterskie – stacjonarne i niestacjonarne). Specjalności:
  - wspomaganie rozwoju
  - psychologia kliniczna
  - psychokryminologia
  - psychologia zarządzania[27]

- Kierunek: kulturoznawstwo (studia stacjonarne I stopnia). Specjalności:
  - cyberkultura i media
  - sztuki wizualne
  - dziedzictwo kulturowe: zarządzanie i promocja[25]

- Kierunek: kulturoznawstwo (studia stacjonarne II stopnia). Specjalności:
  - sztuki wizualne i cyberkultura
  - turystyka międzynarodowa[26]
- Kierunek: kulturoznawstwo (studia doktoranckie)
- Kierunek: turystyka i rekreacja (studia stacjonarne I stopnia). Specjalności:
  - turystyka międzynarodowa i regionalna
  - turystyka biznesowa i kwalifikowana[25]
- Kierunek: dziennikarstwo i komunikacja społeczna (studia stacjonarne I stopnia). Specjalności:
  - dziennikarstwo radiowe
  - dziennikarstwo telewizyjne
  - dziennikarstwo internetowe
  - dziennikarstwo prasowe[25]
- Kierunek: dziennikarstwo i komunikacja społeczna (studia stacjonarne II stopnia). Specjalności:
  - dziennikarstwo w mediach cyfrowych
  - dziennikarstwo międzykulturowe
  - dziennikarstwo śledcze[26].

Studia podyplomowe Wydziału Filozoficznego:
- Międzywydziałowe Studia Podyplomowe z zakresu antropologii, psychologii i pedagogiki chrześcijańskiej – Szkoła Formatorów
- arteterapia w animacji kultury[28].

### Kierunki działalności badawczej
Główne dziedziny działalności naukowo-badawczej:
- Ogólna metodologia nauk a metodologia nauk filozoficznych.
- Wybrane zagadnienia z filozofii umysłu (problem: umysł-ciało) oraz z filozofii analitycznej, analityczna filozofia religii.
- Nurty personalistyczne we współczesnej filozofii.
- Typologia argumentów za istnieniem pierwiastka duchowego człowieka.
- Psychologia przeżyć religijnych oraz ich powiązanie z osobowością.
- Wybrane kwestie z parapsychologii.
- Religia a kultura.
- Typologia ateizmu.
- Filozofia dialogu i filozofia spotkania.
- Chrześcijańska nauka społeczna, zwłaszcza zasady współżycia narodowego i międzynarodowego.
- Etyka narodu i filozofia obywatelska, problemy integracji europejskiej.
- Etyka lekarska, etyczne aspekty kary śmierci, etyczne aspekty ekologii.
- Filozofia Boga a nauki przyrodnicze.
- Filozoficzne aspekty matematyki, fizyki, informatyki oraz kosmologii.
- Teoria zjawisk biologicznych, interpretacja danych paleo-biologicznych, ontologia bytu ożywionego.
- Filozofia okresu patrystycznego: antropologia i kosmologia Ojców Kościoła, argumentacja za jedynością Boga.
- Filozofia w Polsce, zwłaszcza jezuitów.
- Wybrane wątki z filozofii rosyjskiej.

Na Wydziale przykłada się dużą wagę do uprawiania filozofii systematycznej.

## Wydział Pedagogiczny
Wydział Pedagogiczny Uniwersytetu Ignatianum w Krakowie odwołuje się do wielowiekowej tradycji edukacyjnej jezuitów opartej w głównej mierze na pedagogice ignacjańskiej, na której oparte są programy kształcenia studentów. W toku studiów wiele uwagi poświęca się rozbudzaniu potrzeby troski o własny rozwój oparty na antropologii chrześcijańskiej. Cele kształcenia i rozwoju osoby uzupełnia formacja duchowa prowadzona przez działające przy Ignatianum Duszpasterstwo Akademickie.

### Struktura Wydziału[30]
- Instytut Nauk o Wychowaniu
- Instytut Nauk o Polityce i Administracji
- Instytut Neofilologii

### Kierunki studiów
- Kierunek: pedagogika (studia stacjonarne I stopnia). Specjalności:
  - logopedia
  - resocjalizacja kreująca
  - pedagogika szkolna z profilaktyką społeczną
- Kierunek: pedagogika (studia niestacjonarne I stopnia). Specjalności:
  - resocjalizacja kreująca
  - pedagogika szkolna z profilaktyką społeczną[31]
- Kierunek: pedagogika (studia stacjonarne i niestacjonarne II stopnia). Specjalności:
  - pedagogika resocjalizacyjna z interwencją kryzysową
  - pedagogika przedszkolna i wczesnoszkolna (dla studentów rozpoczynjących studia przed rokiem akademickim 2019/2020)
  - opieka nad małym dzieckiem z pedagogiką Montessori
  - pedagogika szkolna z terapią pedagogiczną
  - arteterapia z twórczą resocjalizacją[32]
- Kierunek: pedagogika (studia doktoranckie)[33]
- Kierunek: pedagogika przedszkolna i wczesnoszkolna (studia jednolite magisterskie – stacjonarne i niestacjonarne)[31]
- Kierunek: arteterapia (studia stacjonarne II stopnia). Specjalności:
  - arteterapia z twórczą resocjalizacją
  - arteterapia w procesie wspomagania rozwoju[34]

- Kierunek: nauki o polityce (studia stacjonarne i niestacjonarne I stopnia). Specjalności:
  - bezpieczeństwo publiczne
  - zarządzanie informacją i media
  - public relations i marketing polityczny
  - international politics and communications
  - cyberbezpieczeństwo
  - logistyka bezpieczeństwa[35]
- Kierunek: nauki o polityce (studia II stopnia). Specjalności:
  - bezpieczeństwo państwa
  - media, reklama i promocja w sferze publicznej
  - analityka polityczna
  - cyberbezpieczeństwo[36]
- Kierunek: nauki o polityce (studia doktoranckie)[33]

- Kierunek: administracja i polityka publiczna (studia stacjonarne i niestacjonarne I stopnia). Specjalności:
  - administracja samorządowa i fundusze europejskie
  - administracja publiczna i służby państwowe
  - analityk i koordynator polityk publicznych w administracji
  - administration and public policy in the European Union[35]
- Kierunek: administracja i polityka publiczna (studia stacjonarne i niestacjonarne II stopnia). Specjalności:
  - administracja rządowa i tworzenie polityk publicznych
  - administracja samorządowa i rozwój lokalny[36]
- Kierunek: zarządzanie i nowe technologie w sferze publicznej (studia I stopnia). Specjalności:
  - infobrokering i zarządzanie informacją
  - zarządzanie w administracji publicznej[35]
- Kierunek: filologia angielska (studia stacjonarne I stopnia)
- Kierunek: filologia angielska (studia stacjonarne II stopnia)[37].

Studia podyplomowe Wydziału Pedagogicznego:
- logopedia
- profilaktyka przemocy seksualnej wobec dzieci i młodzieży
- wczesne wspomaganie rozwoju oraz edukacji dzieci i młodzieży z autyzmem, zespołem Aspergera i zaburzeniami pokrewnymi
- ochrona danych osobowych – inspektor ochrony danych osobowych
- organizacja i zarządzanie w oświacie.

## Przynależność do organizacji międzynarodowych
Uniwersytet Ignatianum należy do siedmiu organizacji międzynarodowych, są to: European Federation of Catholic Universities (FUCE), International Federation of Catholic Universities (IFCU), International Association of Jesuit Universities (IAJU), Kircher Network, European Jesuit Network (SCRIBANI), Higher Education for Social Transformation (HEST) oraz European Consortium for Arts Therapies in Education (ECArTE).

## Kontrowersje
W grudniu 2009 r. Trybunał Konstytucyjny RP rozpatrywał zasady finansowania szkolnictwa wyznaniowego, mające związek z finansowaniem „Ignatianum”, kwestionowanym przez grupę posłów.

Trybunał Konstytucyjny orzekł, że: ustawa z dnia 5 kwietnia 2006 r. o finansowaniu Papieskiego Wydziału Teologicznego w Warszawie z budżetu państwa, o finansowaniu Papieskiego Wydziału Teologicznego we Wrocławiu z budżetu państwa o finansowaniu Wyższej Szkoły Filozoficzno-Pedagogicznej „Ignatianum” w Krakowie z budżetu państwa są zgodne z art. 25 ust. 1-3 i art. 32 konstytucji, a także z art. 22 ust. 2 oraz art. 27 w związku z art. 15 ust. 3 Konkordatu między Stolicą Apostolską i Rzecząpospolitą Polską, podpisanego w Warszawie dnia 28 lipca 1993 r.